# Ade Mafe
Ade Mafe (Reino Unido, 12 de noviembre de 1966) es un atleta británico retirado especializado en la prueba de 200 m, en la que consiguió ser medallista de bronce mundial en pista cubierta en 1991.

## Carrera deportiva
En el Campeonato Mundial de Atletismo en Pista Cubierta de 1991 ganó la medalla de bronce en los 200 metros, con un tiempo de 20.92 segundos, tras el búlgaro Nikolay Antonov (oro con 20.67 segundos) y su paisano británico Linford Christie.